# 赫尔曼·迈尔-拉宾根
赫尔曼·迈尔-拉宾根（Hermann Meyer-Rabingen，1887年8月7日 - 1961年2月21日）是第二次世界大战期间的一位纳粹德国德意志國防軍将领，曾获颁騎士鐵十字勳章並指揮第197步兵師以及第159步兵師。